# MS Poznań
MS Poznań – statek typu Ro-ro zbudowany w 1982 w Bilbao pływający do 1989 dla Polskich Linii Oceanicznych.
Matką chrzestną jednostki była Aleksandra Banasiak. 9 stycznia 1983 statek ukończył w Gdyni dziewiczy rejs na trasie Europa - Australia - Europa (łącznie 25,5 tys. mil morskich). Była to pierwsza w dziejach polskiej marynarki handlowej podróż nowoczesnego pojazdowca typu Ro-ro pod polską banderą. Statek zapoczątkował zamówioną przez PLO w hiszpańskiej stoczni Astilleros Españoles serię czterech podobnych jednostek (MS Katowice II, MS Gdańsk II i MS Wrocław).